# ガイ・ウィリアムズ
ガイ・ウィリアムズ（Guy Williams,  1924年1月14日 - 1989年4月30日）は、アメリカ合衆国の俳優である。

## 来歴
1924年、ニューヨーク州ニューヨーク市生まれ。イタリア系の家庭で、ブルックリン区にあるリトル・イタリーで育った。俳優になる前の第二次世界大戦時には、航空整備士として、その後はセールスマンなどを経てモデルとしてキャリアをスタート。モデル時にはいくつかの雑誌の表紙などへも登場した。1946年にメトロ・ゴールドウィン・メイヤーと1年間の専属俳優としての契約を結び、ハリウッドへ渡り、1947年に『The Beginning or the End』という第二次世界大戦における原子爆弾の開発についてのドキュメンタリーで映画デビューを飾る。その後はテレビドラマや映画などへコンスタントに出演を重ね、順調にキャリアを重ねていった。
1957年には『怪傑ゾロ』のタイトルロールでもあるゾロに抜擢され、一躍スターダムにのし上がった。また、1965年からレギュラーキャストとして出演したテレビドラマシリーズ『宇宙家族ロビンソン』への出演でも知られており、同ドラマではロビンソン一家の大黒柱ジョン・シムズ・ロビンソンを演じて人気を博した。

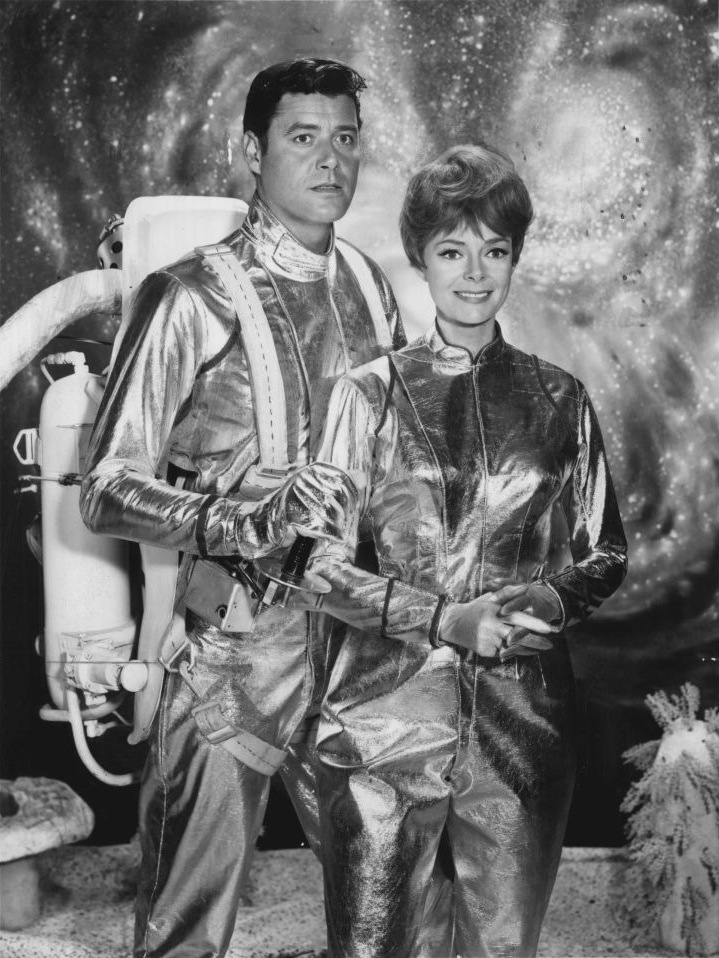
「宇宙家族ロビンソン」（1965年）のガイ（左）とジューン・ロックハート

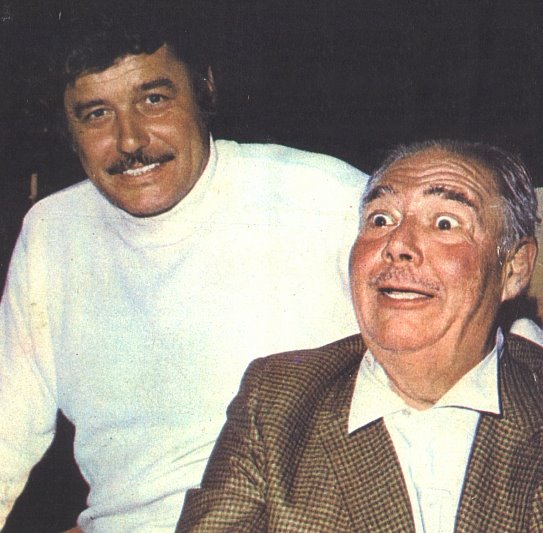
アルゼンチン滞在中のガイ（左）とヘンリー・カルヴィン（1973年）

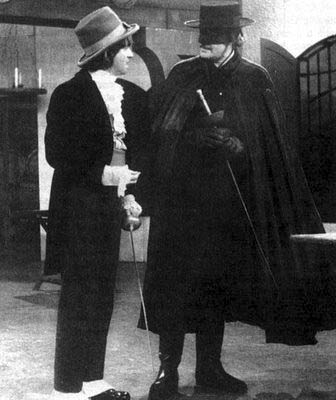
アルゼンチンのテレビ番組でゾロを演じるガイ（右）とアルゼンチンの俳優カルロス・ベラ（左）（1973年）

### 死去
1989年後半に、滞在先のアルゼンチンで行方不明となり、現地の警察などが捜索を行った結果、ブエノス・アイレスの自身のアパートで遺体で発見される。遺体は死後数日経過しており、死因は脳動脈瘤であると判断された。その後、ウィリアムズの遺骨はカリフォルニア州のマリブに面した太平洋に散骨された。

## 出演作品

### 映画
- 地球の静止する日The Day the Earth Stood Still（ノンクレジット） (1951)
- ボンゾ、大学へ行く（英語版）Bonzo Goes to College (1952)
- Back at the Front（英語版） (1952)
- ミシシッピの賭博師 The Mississippi Gambler (1953)
- 私を町まで連れてって（英語版）Take Me to Town (1953)
- わたしの願い（映画）（英語版） All I Desire (1953)
- 平原の待伏せ The Man from the Alamo (1953)
- 王者の剣（英語版） The Golden Blade (1953)
- 七匹の無法者（英語版） Seven Angry Men (1955)
- Sincerely Yours（映画）（英語版） (1955)
- シャロンの屠殺者The Last Frontier (1955)
- 心霊移植人間（英語版） I Was a Teenage Werewolf (1957)
- ダモンとピュティアス (1962年の映画)（英語版） Il tiranno di Siracusa (1962)
- キャプテン・シンドバッド（英語版） Captain Sindbad (1963)
- Der Prinz und der Bettelknabe (1981)

### テレビドラマ
- スタジオ・ワン Studio One (1951)
- 四つ星プレイハウス（英語版） Four Star Playhouse (1955)
- ローン・レンジャー The Lone Ranger (1955)
- Cameo Theatre（英語版） (1955)
- ロレッタ・ヤング・ショー（英語版）Letter to Loretta (1955)
- Crossroads (1955)（英語版）  (1956)
- Cavalcade of America（英語版）(1957)
- ハイウェイ・パトロール (アメリカのテレビシリーズ) Highway Patrol (1956, 1957)
- Code 3（英語版） (1957)
- Men of Annapolis（イタリア語版） (1957, 1958)
- 怪傑ゾロ Zorro (1957 - 1961)
- ディズニーランド (テレビ番組) Disneyland (1957 - 1962)
- 警察犬キング（英語版）Sergeant Preston of the Yukon (1958)
- ボナンザ Bonanza (1964)
- 宇宙家族ロビンソン Lost in Space (1965 - 1968)